# Eblisia desbordesi
Eblisia desbordesi är en skalbaggsart som först beskrevs av Cooman 1930.  Eblisia desbordesi ingår i släktet Eblisia och familjen stumpbaggar. Inga underarter finns listade i Catalogue of Life.